# Syntetisme
 Denne artikel bør gennemlæses af en person med fagkendskab for at sikre den faglige korrekthed.

Syntetisme var en retning inden for maleriet, der i 1880'erne i Frankrig stod i opposition til den herskende realisme.
Retningen knyttes især til franske malere som Paul Gauguin, Émile Bernard og Pont-Aven-skolens malere.
Man ville danne en modvægt til den umiddelbare gengivelse af et stykke virkelighed, og søgte mindre et direkte naturligt indtryk, snarere en rytmisk stregeffekt, forenklet tegning, balance og ro, en ornamental stilisering.
Retningen plejer at blive ført tilbage til Cézanne. Dens egentlige hovedmand er imidlertid Gauguin, som i Pont-Aven − en landsby i Bretagne − samlede en lille koloni af unge malere omkring sig.
Samtidig med verdensudstillingen i 1889 arrangerede de en udstilling i Paris og kaldte sig derefter "Groupe impressioniste et synthétiste".
Denne retning omfattede bl.a. Paul Gauguin, Charles Laval, Léon Fauché, E. Schuffenecker, Louis Anquetin, Georges Daniel, Émile Bernard, Louis Roy, Ludovic Nemo m.fl.
Gruppen blev hurtigt spredt, og flere af medlemmerne vendte deres indsats mod nye områder.
For maleriets udvikling fra værdistudie til stilsøgning blev retningen vigtig.
Citat om billeder af Maurice Denis (1870-1943)
"Det er godt at huske, at et billede, før det er en kamphest, en nøgen kvinde eller en hvilken som helst anekdotisk scene, i det væsentlige er en flad overflade dækket med farver og samlet i en bestemt rækkefølge."
| - Paul Gauguin, Les Alyscamps, (1888), Musée d'Orsay, Paris - Paul Gauguin, "La vision après le sermon", 1888. ('Syn efter prædikenen') - Charles Laval, "Allant au marché", Bretagne '(På vej til markedet'), 1888, Indianapolis Museum of Art - Paul Gauguin, "Le Christ vert, ou Calvaire breton", 1889 ('Den grønne Kristus eller Det bretanske Golgata') - Émile Bernard, "Bretonnes dans la prairie ou Le pardon" (Bretonske kvinder på engen) - Breton Women in the Meadow, August 1888. - Vincent van Gogh, Breton Women and Children, November 1888 (watercolor after Bernard). ('Bretonske kvinder og børn') - Paul Sérusier: Portræt af Paul Ranson, 1890, Musée d'Orsay, Paris - Louis Anquetin, Læsende kvinde 1890 |